# 상록중학교
상록중학교(常綠中學校)는 대한민국 경기도 안산시 상록구 본오동에 있는 공립 중학교이다.

## 학교 연혁
- 1993년 1월 11일 : 상록중학교 설립인가(12학급)
- 1993년 3월 1일 : 초대 김철수 교장 취임
- 1993년 3월 5일 : 제1회 신입생 입학 (12학급 남 333명, 여 319명 계 652명)
- 1996년 2월 13일 : 제1회 졸업식(13학급 699명)
- 2011년 1월 14일 : 8개 특별교실 증축(음악실, 어학실, 도서실 등)
- 2011년 3월 1일 : 특수학급(1학급) 신설
- 2020년 3월 1일 : 제11대 안성근 교장 취임
- 2021년 11월 13일 : 상록빛체육관 완공
- 2024년 1월 9일 : 제29회 졸업식(6학급 남 91명, 여 82명 계 173명)
- 2024년 3월 4일 : 제32회 신입생 입학(7학급 남 97명, 여 98명 계 195명)

## 안성근교장
- 상록중학교 - 한국교육학술정보원 학교알리미